# Governatore dello Utah
Il governatore dello Utah è il capo dell'esecutivo statale e delle forze armate dello Stato dello Utah. La carica venne istituita nel 1896 con l'ingresso dello Utah come Stato negli Stati Uniti d'America.
L'attuale governatore è il repubblicano Spencer Cox.

## Lista dei governatori

### Partiti
Democratico (6)
  Repubblicano (11)
| #  | Foto | Nome                    | Mandato         | Mandato         | Partito      |
| #  | Foto | Nome                    | Inizio          | Termine         | Partito      |
| -- | ---- | ----------------------- | --------------- | --------------- | ------------ |
| 1  |      | Heber Manning Wells     | 6 gennaio 1896  | 2 gennaio 1905  | Repubblicano |
| 2  |      | John Christopher Cutler | 2 gennaio 1905  | 4 gennaio 1909  | Repubblicano |
| 3  |      | William Spry            | 4 gennaio 1909  | 1º gennaio 1917 | Repubblicano |
| 4  |      | Simon Bamberger         | 1º gennaio 1917 | 3 gennaio 1921  | Democratico  |
| 5  |      | Charles R. Mabey        | 3 gennaio 1921  | 5 gennaio 1925  | Repubblicano |
| 6  |      | George Henry Dern       | 5 gennaio 1925  | 2 gennaio 1933  | Democratico  |
| 7  |      | Henry H. Blood          | 2 gennaio 1933  | 6 gennaio 1941  | Democratico  |
| 8  |      | Herbert B. Maw          | 6 gennaio 1941  | 3 gennaio 1949  | Democratico  |
| 9  |      | J. Bracken Lee          | 3 gennaio 1949  | 7 gennaio 1957  | Repubblicano |
| 10 |      | George Dewey Clyde      | 7 gennaio 1957  | 4 gennaio 1965  | Repubblicano |
| 11 |      | Cal Rampton             | 4 gennaio 1965  | 3 gennaio 1977  | Democratico  |
| 12 |      | Scott M. Matheson       | 3 gennaio 1977  | 7 gennaio 1985  | Democratico  |
| 13 |      | Norman H. Bangerter     | 7 gennaio 1985  | 4 gennaio 1993  | Repubblicano |
| 14 |      | Mike Leavitt            | 4 gennaio 1993  | 5 novembre 2003 | Repubblicano |
| 15 |      | Olene Walker            | 5 novembre 2003 | 3 gennaio 2005  | Repubblicano |
| 16 |      | Jon Huntsman Jr.        | 3 gennaio 2005  | 11 agosto 2009  | Repubblicano |
| 17 |      | Gary Herbert            | 11 agosto 2009  | 4 gennaio 2021  | Repubblicano |
| 18 |      | Spencer Cox             | 4 gennaio 2021  | in carica       | Repubblicano |